# 维夫
维夫（法語：Vif，法語發音：[vif] ⓘ），法国东南部城市，奥弗涅-罗讷-阿尔卑斯大区伊泽尔省的一个市镇，隶属于格勒诺布尔区，其市镇面积为28.3平方公里，2022年1月1日时人口数量为8,557人，在法国城市中排名第1,225位。
维夫位于伊泽尔省中南部，韦科尔山和德拉克河之间的一处山谷地带，是一个区域性的中心城市，也是格勒诺布尔的一个郊区卫星城。

## 地名来源
“Vif”一名出自拉丁语单词“Vicus”，意为维库斯，是古罗马时期的一个行政区划单位。
维夫所处区域历史上曾通行多菲内方言，“Vif”在其对应的法兰克-普罗旺斯语维基百科条目中的拼写形式为“Viu”。

## 历史

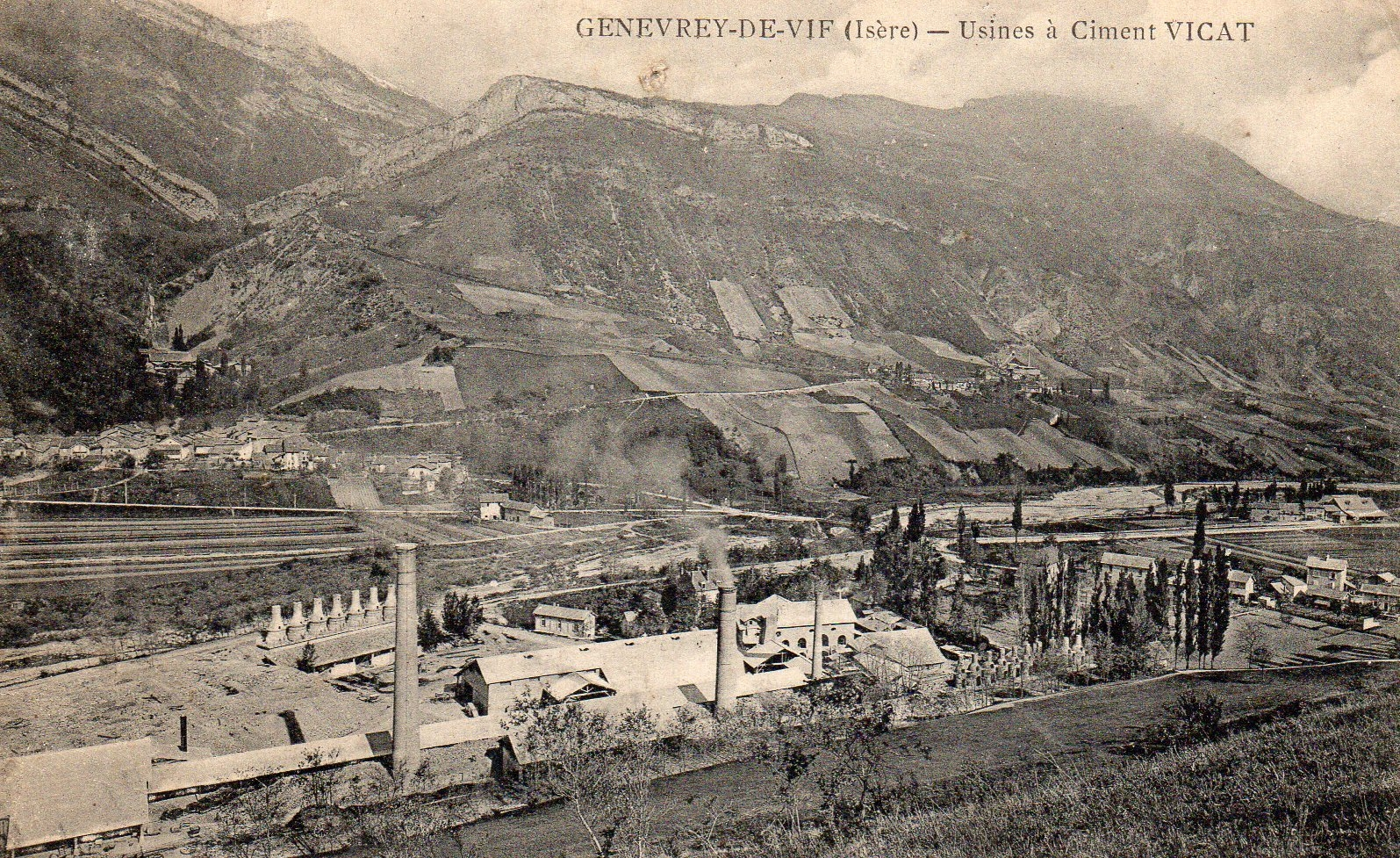
19世纪初维夫附近的一处水泥厂

根据当地官方网站的论述，维夫在距今六千年前的新石器时期就已出现人类活动，并在公元前2300年左右就已形成聚落。中世纪时，维夫长期为多菲内的一部分。1035年，维夫境内出现了一处本笃会讲堂。宗教战争期间，胡格诺派占领了此地并烧毁了部分建筑。公元17世纪时，维夫领主在此修建沙莱翁城堡（Château des Chaléon）。法国大革命后，本笃会讲堂被关闭，维夫成为伊泽尔省的一个市镇。1790至1794年间，热讷夫赖整体并入维夫。工业革命期间，途径维夫的铁路线建成通车，维夫附近的部分山体被开辟为采石场，水泥制造工业一度成为当地的经济支柱。二战期间，维夫先后被意大利和纳粹德军占领。二战后，得益于格勒诺布尔的城市扩张，维夫人口数量逐年增加。
在行政区划方面，维夫在1833至2015年间为同名县治。

## 地理

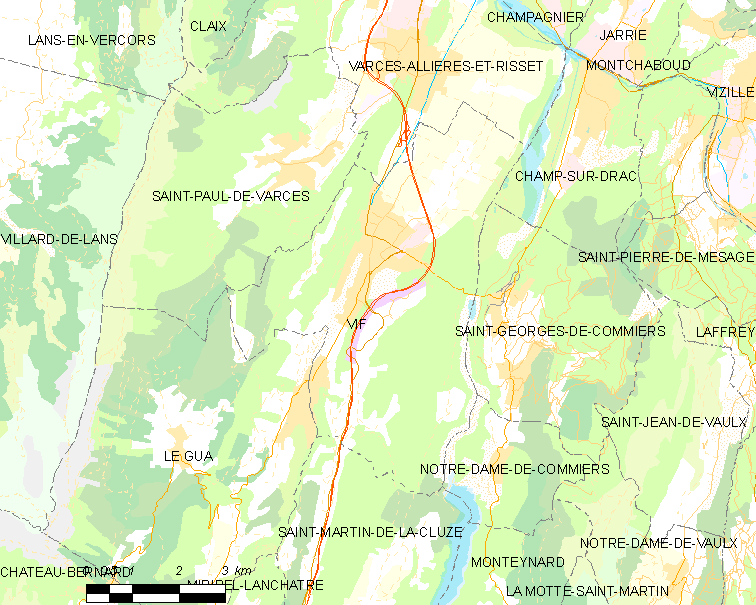
维夫市镇范围地图

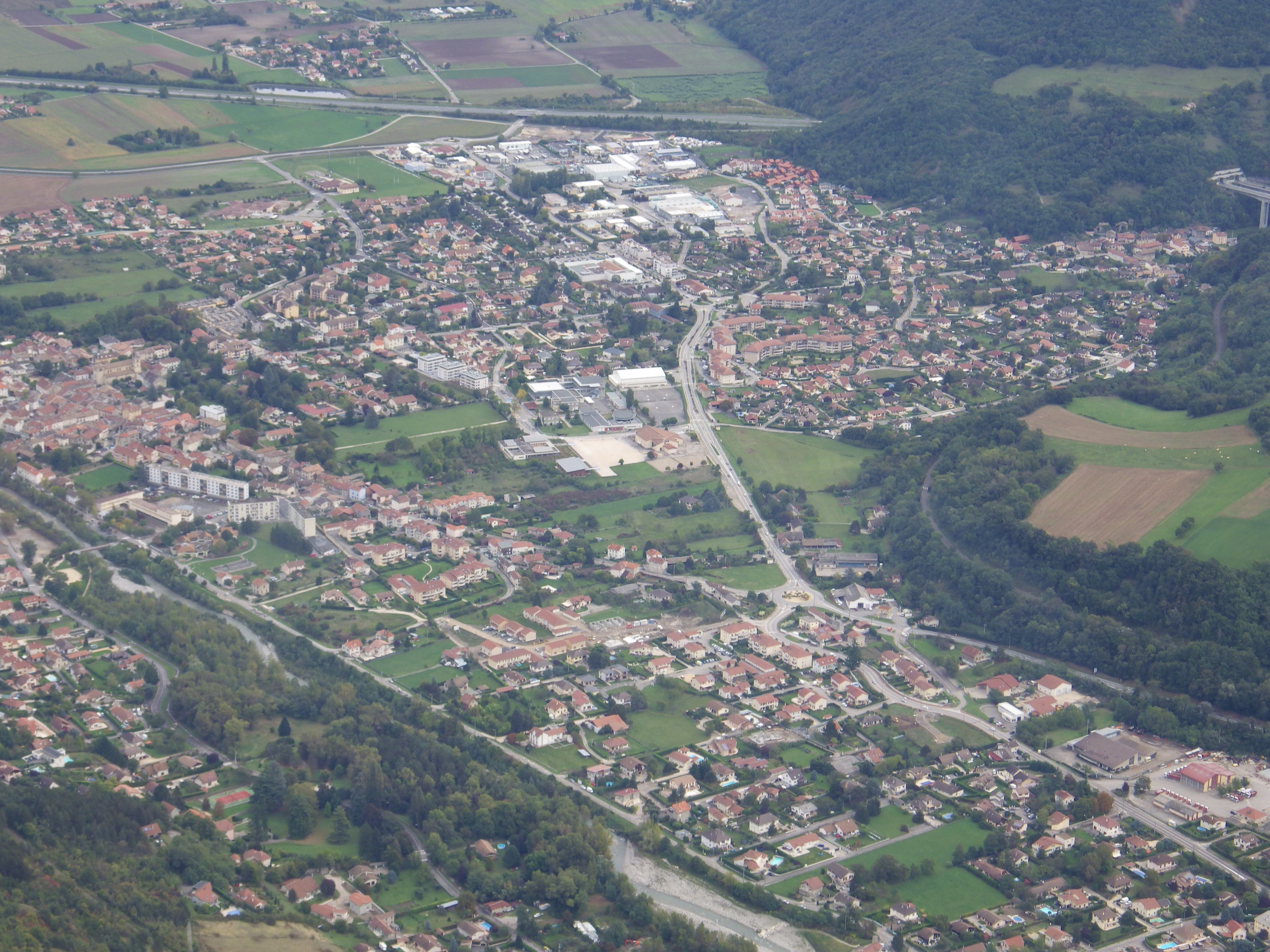
航拍维夫镇中心

维夫位于法国东南部，奥弗涅-罗讷-阿尔卑斯大区东南部和伊泽尔省中南部，距离省会格勒诺布尔大约17公里。与维夫接壤的市镇包括：瓦尔斯-阿利耶尔和里塞、德拉克河畔尚、圣保罗德瓦尔斯、勒加、圣乔治德科米耶、圣马丹德拉克吕兹和科米耶圣母村。

### 地形
维夫位于韦科尔山东侧的一处河谷地带，境内以河谷和山地为主，市镇中心地势较为平坦，西侧为高耸的山地，东侧也不低，全境海拔在277到1263米之间。

### 水文
维夫位于罗讷河流域范围内，格雷斯河自南向北流经镇中心西侧，德拉克河则自南向北流经市镇东界。

### 植被
维夫属于温带阔叶混交林区，部分高海拔地区有针叶林分布，市区内的主要绿地公园包括克利茨·博公园（Parc Kiltz-Baud）、观光公园（Parc de la Visitation）等，均常年免费向公众开放。
在鲜花城市的评比中，维夫暂未被评级。

### 气候
维夫在柯本气候分类法中属于带有山地及大陆性特征的温带气候，因地形因素，当地降水相对较多。

## 行政区划
维夫的市镇编号为38545，邮政编号为38450。
在行政管理方面，维夫隶属于法国奥弗涅-罗讷-阿尔卑斯大区伊泽尔省格勒诺布尔区；在地方选举方面，维夫是勒蓬德克莱县的中央投票站所在地，其市镇范围全境被划入伊泽尔省第四选区；在社会管理方面，维夫是格勒诺布尔阿尔卑斯都会区的办公驻地。
截至2023年10月，维夫市镇范围内暂无任何城市敏感街区及城市政策优先街区。
法国国家统计与经济研究所（简称）在进行数据统计时，将维夫及相邻的勒加设为维夫城市核心区（Unité urbaine de Vif），并将包括核心区在内的周边共192个市镇划为格勒诺布尔城市区。自2020年起，格勒诺布尔城市区被包含204个市镇的格勒诺布尔城市辐射区代替。此外，还将维夫市镇分为了两个“块区”（IRIS），以便于统计人口分布情况。

## 交通

### 公路
A51高速公路和多条伊泽尔省省道在维夫境内交汇。奥弗涅-罗讷-阿尔卑斯大区城际巴士T75线经过维夫。
2020年，85%的维夫家庭拥有至少一辆私人汽车。2021年，维夫境内共发生各类交通事故3起，造成7人受伤，其中4人重伤。
| 12 | 2.5 |

| 格勒诺布尔 | 18 |

| 埃希罗勒 | 15 |

| 阿斯普尔 | 79 |

### 铁路

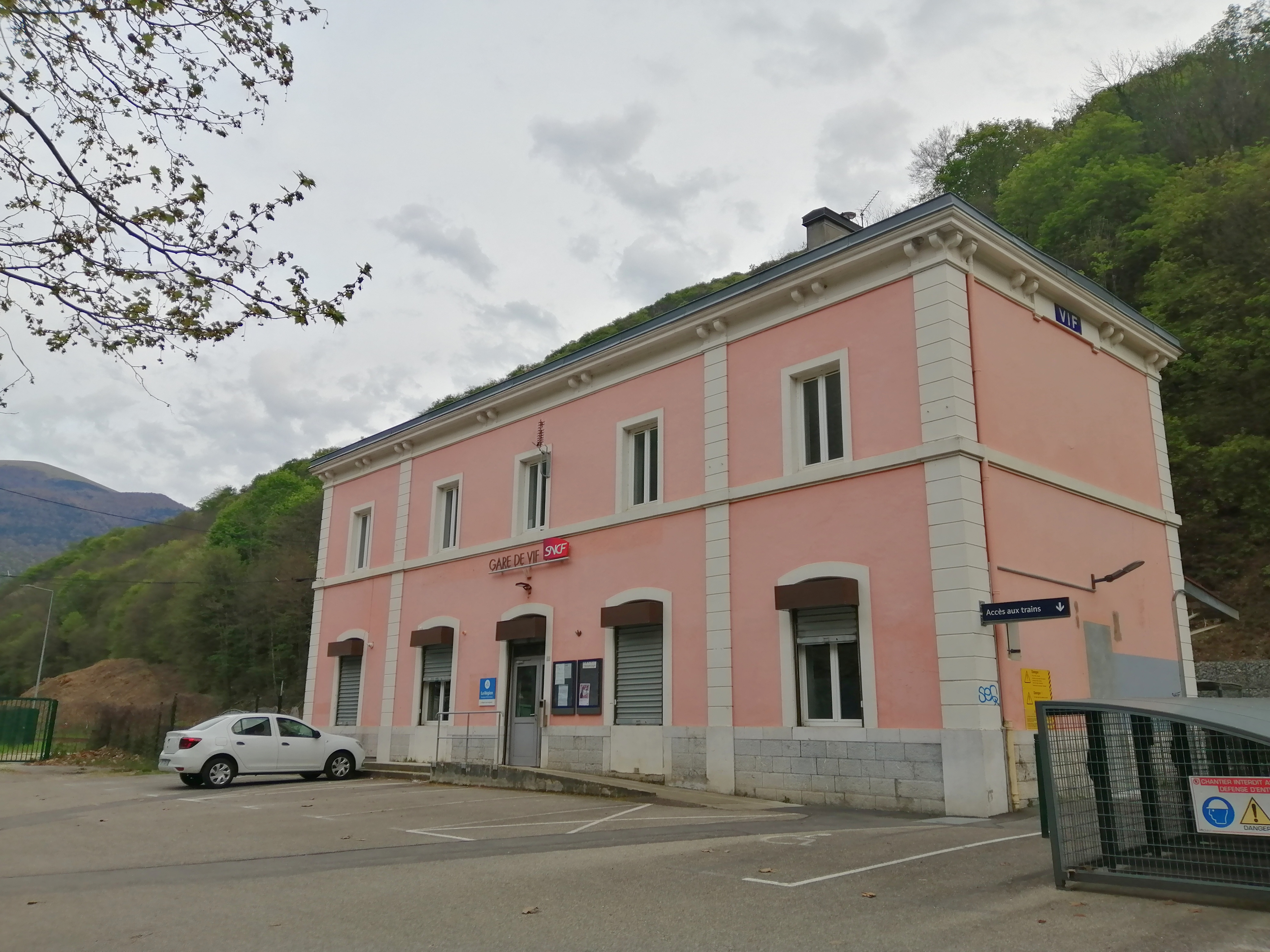
维夫火车站

维夫位于里昂－马赛铁路上。维夫站位于市区东部，停靠往返于格勒诺布尔和加普一线的区域列车。

### 航空
距离维夫最近的民用航空站为104公里外的里昂圣埃克絮佩里机场。

### 城市公共交通
维夫是格勒诺布尔城市公共交通（商业名称为）是当地的城市公共交通系统。截至2023年10月，该系统共包括五条有轨电车线路和数十条公交线路，其中格勒诺布尔公交25路、26路、45路和73路经过维夫。

## 政治

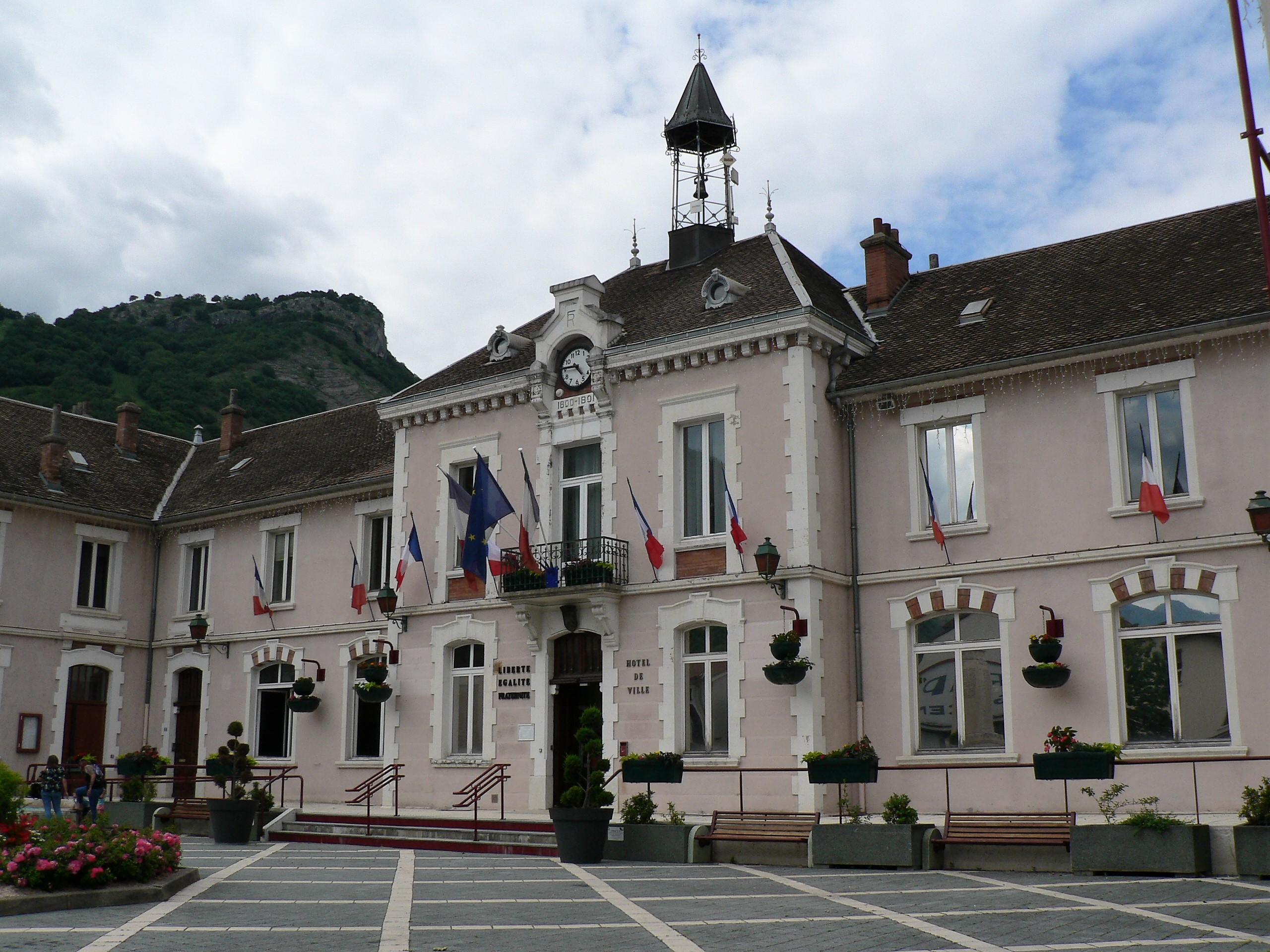
维夫市政厅

维夫的现任市长为居伊·热内先生（Guy GENET），他是一名右翼无党派人士，在2020年的市政选举中获得了34.76%的支持率。
在2022年的法国总统大选中，法国第25任总统埃马纽埃尔·马克龙在维夫获得了55.3%的支持率。

## 人口
2020年，维夫市镇人口数量为8,614，在法国排名第1,225位。其中男性4,205人，女性4,409人，75岁及以上人口占7.5%，外籍人口（Popultionétrngère）数量为219人，人口密度为304人/平方公里，当地居民被称为（男性）或（女性）。2021年，维夫境内出生65人，死亡人口56人。
| 维夫1901年－2020年人口变化情况 |
|                                |
| 数据来源：Cassini、INSEE       |

## 经济

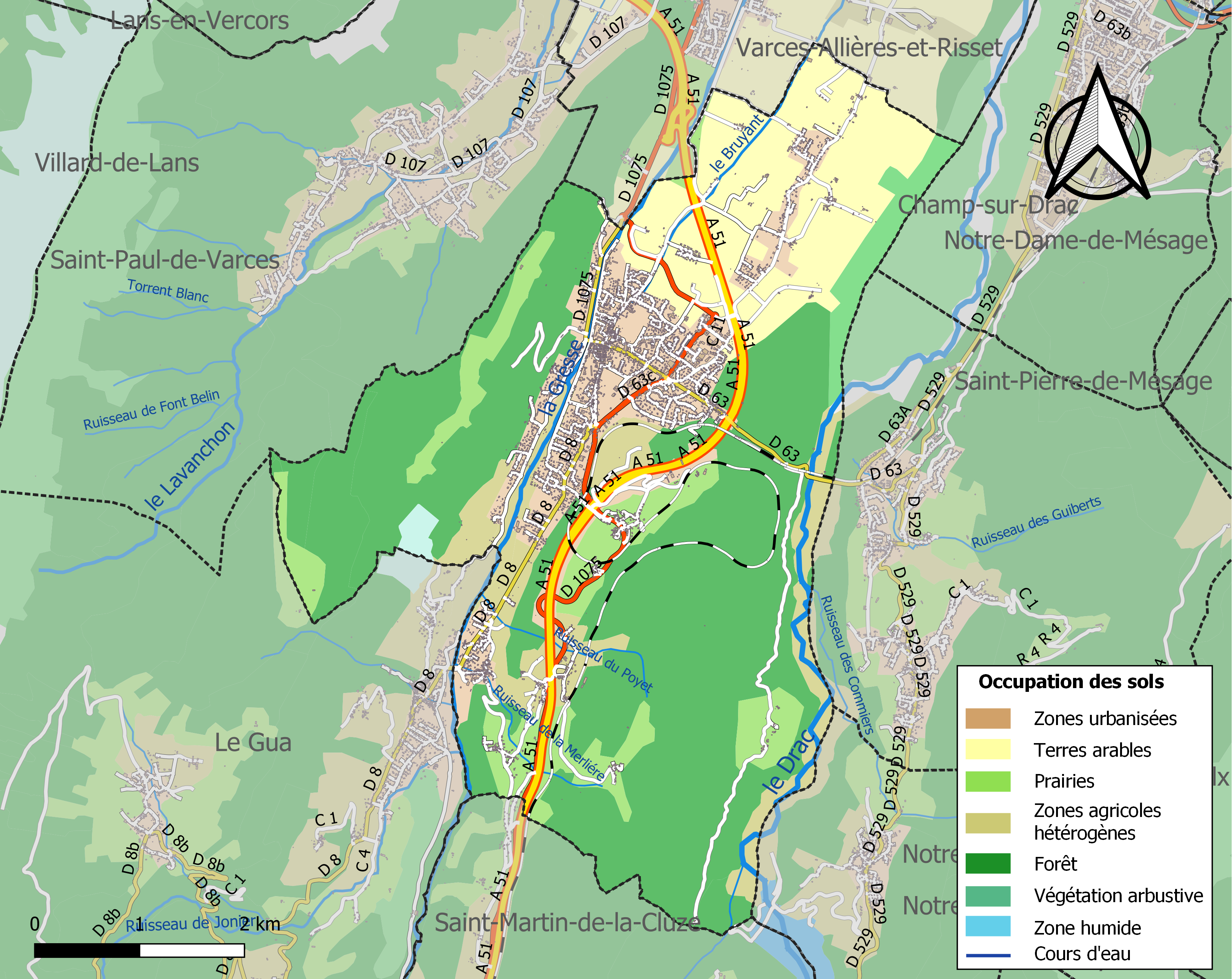
维夫土地利用情况地图

维夫是一个区域性的中心城市，也是格勒诺布尔的一个远郊卫星城。截至2023年9月，维夫市镇范围内共有各类用人单位（包含自雇）1,175家，平均历史为15年，其中98.51%为中小型企业（PME），2023年7月至9月间，当地的经济活力指数为0.34%。（地面工程）、（门窗装潢工程）及（金属管道安装）是当地2021年营业额最高的三个企业，分别为18,290,990欧元、8,792,357欧元和2,994,638欧元。

## 财政与居民收入
2021年，维夫的财政收入总额为9,192,130欧元，财政支出总额为8,341,730欧元，当年的债务总额为7,813,100欧元。2021年，维夫市镇通过增值税获得196,410欧元的收入，此外当地还共获得了147,040欧元的国家直接财政补助。
2019年，维夫的人均月收入总额为2,540欧元，其中高级职员为3,923欧元，低于法国平均水平（4,230欧元）；中级职员为2,577欧元，高于法国平均水平（2,411欧元）；普通职员为1,846欧元，高于法国平均水平（1,740欧元）。
2020年，维夫境内的贫困率为6%，青壮年（15至64岁）失业率为9.1%；2022年，当地58.0%的家庭拥有纳税资格，平均纳税3,301欧元，低于法国平均水平（4,393欧元）。

## 社会事务

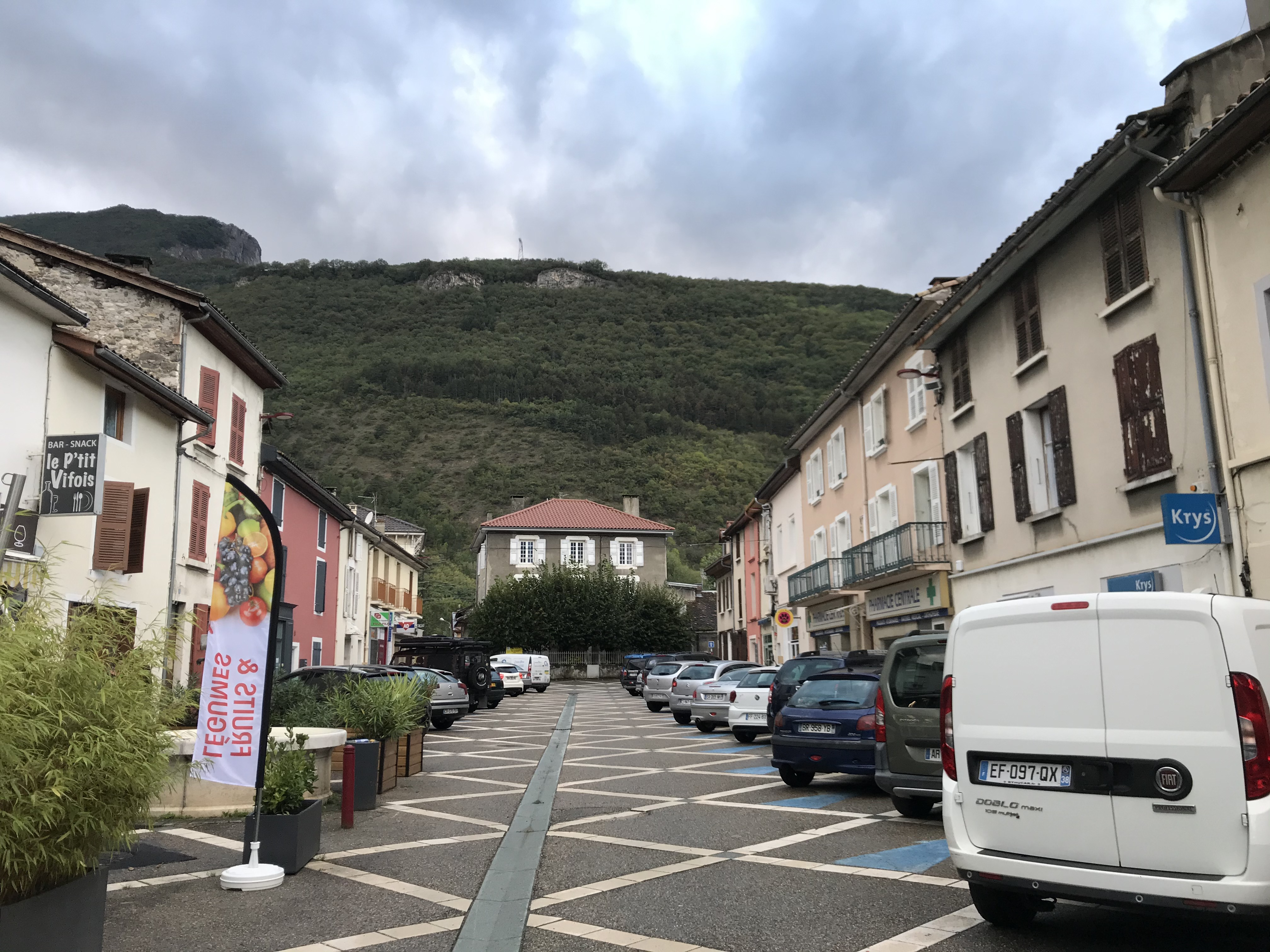
维夫镇中心的十一人质广场

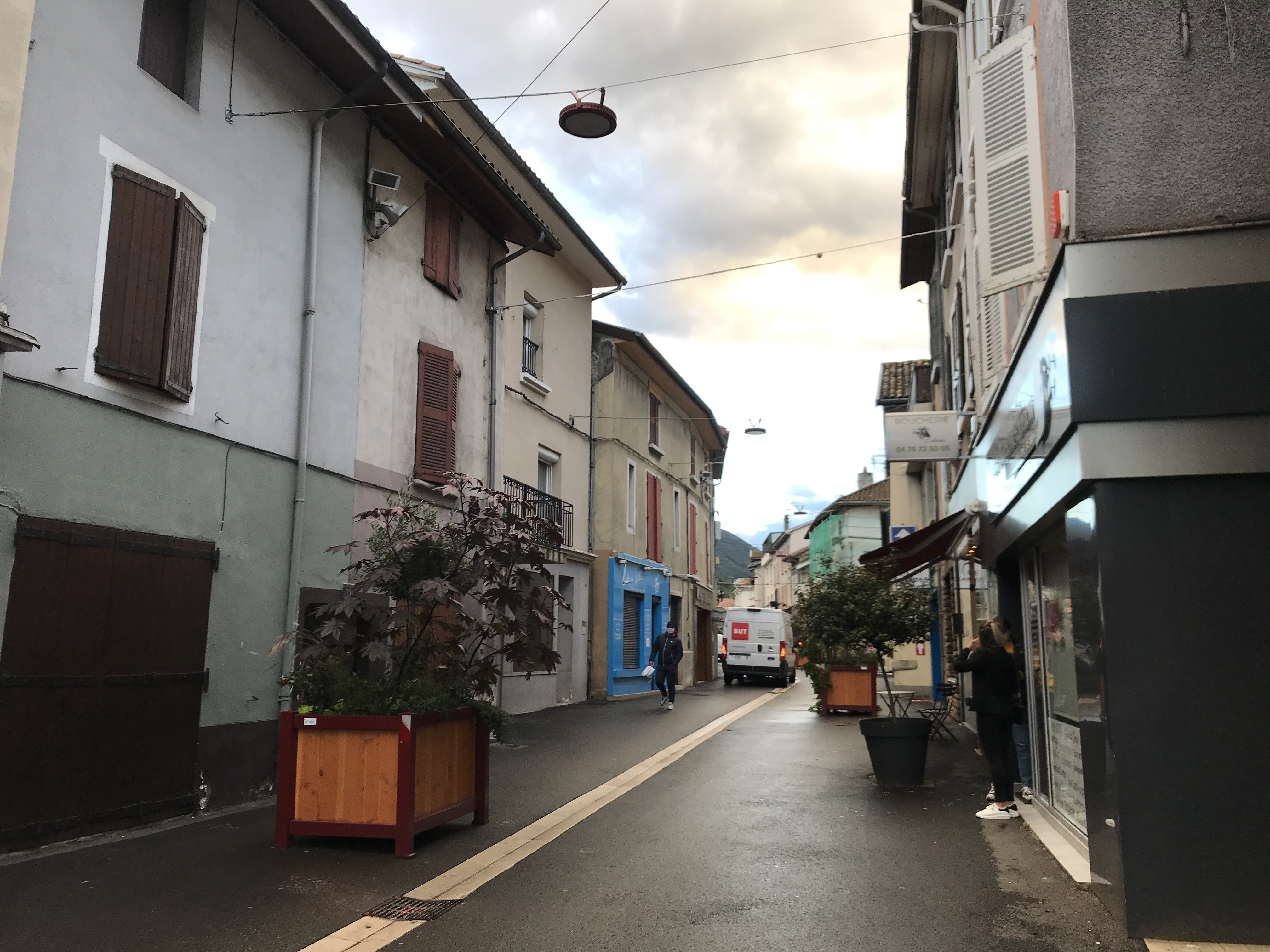
商博良街

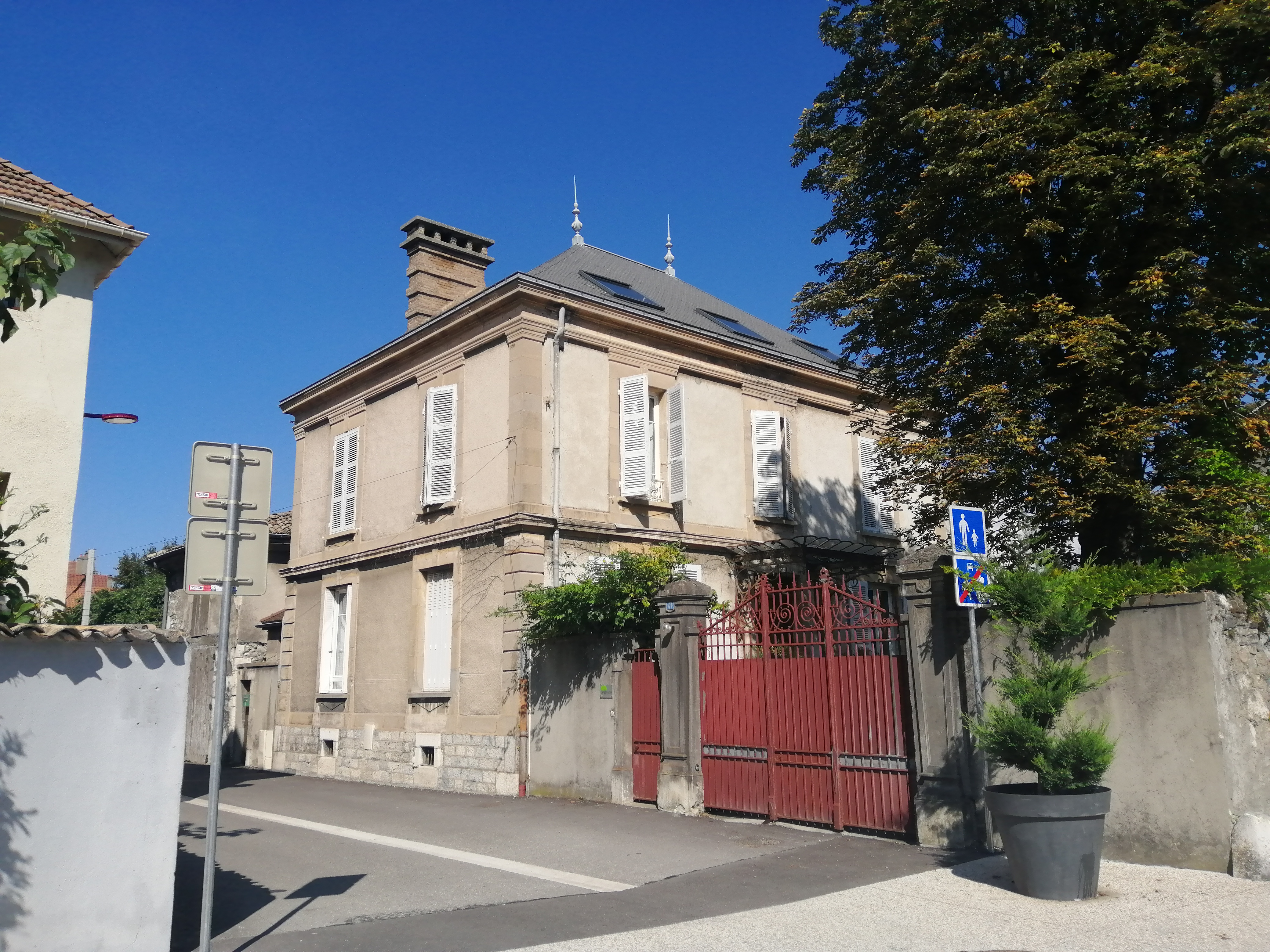
一处民宅

### 教育
维夫属于格勒诺布尔学区。截至2021年1月1日，维夫境内共有1所幼儿园、4所小学、1所初级中学和1所农业高中。2021至2022学年度，维夫境内共有在校中等教育阶段学生646名。

### 医疗
截至2021年1月1日，维夫境内共有全科医生7名、保健师15名、牙医7名、护士9名、助产士1名和药房3家。
距离维夫最近的区域性医疗机构为格勒诺布尔大学中心医院（CHU de Grenoble，其下属的南病区（Site Sud）位于埃希罗勒境内，距离维夫市区的正常车程大约15分钟。

### 住房
2020年，维夫境内共有各类住房3,934套，其中63.6%为独立式居民区，36.2%为集中式居民区。常住房屋占维夫市镇范围内居民建筑总量的92.8%。
在住房保障政策方面，2022年，维夫境内共有281户家庭获得了住房经济补助，受益人数占总人口数量的3.9%，其中272份为房租补助。

### 商业
2021年，维夫境内共有各类实体商铺199家，其中餐厅15家、大型超市1家、杂货店3家、面包房3家、肉铺1家、书店1家、银行门店4家、美容美发店15家、汽车维修店14家。市区东部建有一家Casino超市。

### 体育
2021年，维夫境内共有1家游泳池、1间体育馆、1座综合体育场、3处网球场、1处马术场、2处足球或橄榄球场以及1处篮球或排球场。
截至2023年10月，维夫境内暂无任何注册足球俱乐部。

### 环境
维夫的环境事务由其所属的格勒诺布尔阿尔卑斯都会区联合各级政府协调负责。2021年，维夫境内暂无污染企业。

### 治安
2021年，维夫市镇范围内有1处宪兵队。
维夫及其附近的共21个市镇是格勒诺布尔国家宪兵队（zone gendarmerie de Grenoble）的管辖范围。2020年，该宪兵队累计记录各类案件5,933起，其中盗窃类案件3,659起，经济类案件594起，毒品交易类案件272起。

## 文化

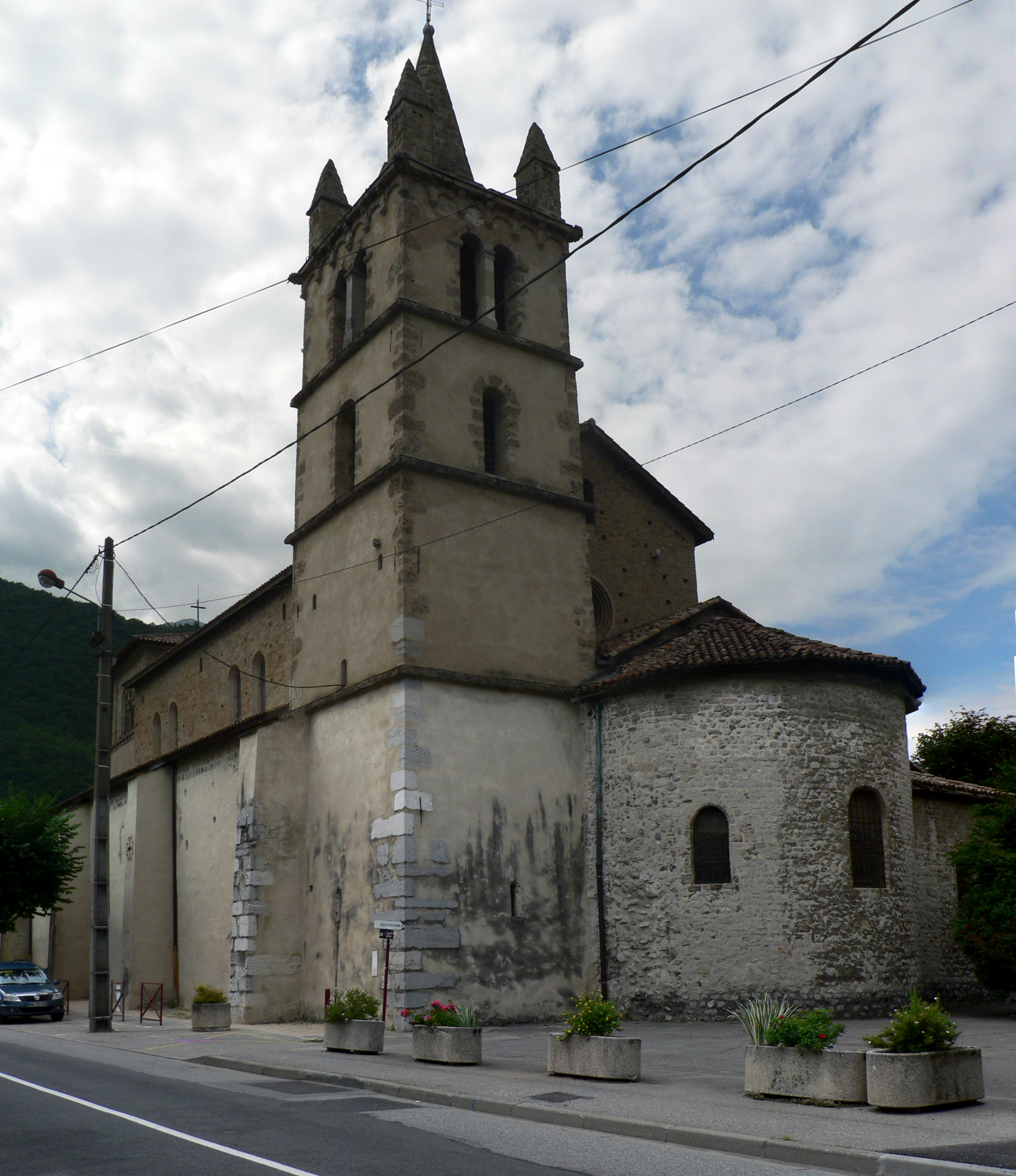
施洗约翰教堂

2021年，维夫境内有1家博物馆。维夫境内建有商博良-菲雅克多媒体中心（Médiathèque Champollion-Figeac），每周一、三、五、六向公众开放。

### 建筑
维夫境内有多处历史建筑，其中施洗约翰教堂、热讷夫赖圣玛丽教堂等为法国国家文物保护单位。

### 旅游
维夫的旅游事务由其所属的格勒诺布尔阿尔卑斯都会区负责。2023年，维夫境内暂无任何游客接待设施。

### 媒体
法国主要的媒体均可在维夫接收，法国电视三台下属的奥弗涅-罗讷-阿尔卑斯大区频道在部分时段播出维夫所在伊泽尔省的地方新闻。蓝色法兰西伊泽尔广播、Scoop广播、格勒诺布尔电视台、《多菲内自由报》等是当地主要的地方性媒体。

## 相关人物
法国历史学家让-弗朗索瓦·商博良曾长期居住于维夫，其故居已被开辟为商博良博物馆。

## 友好城市
截至2023年10月，维夫共与一座城市建立了友好城市关系：
- 義大利 里瓦尔塔迪托里诺